# معدل الإخفاق

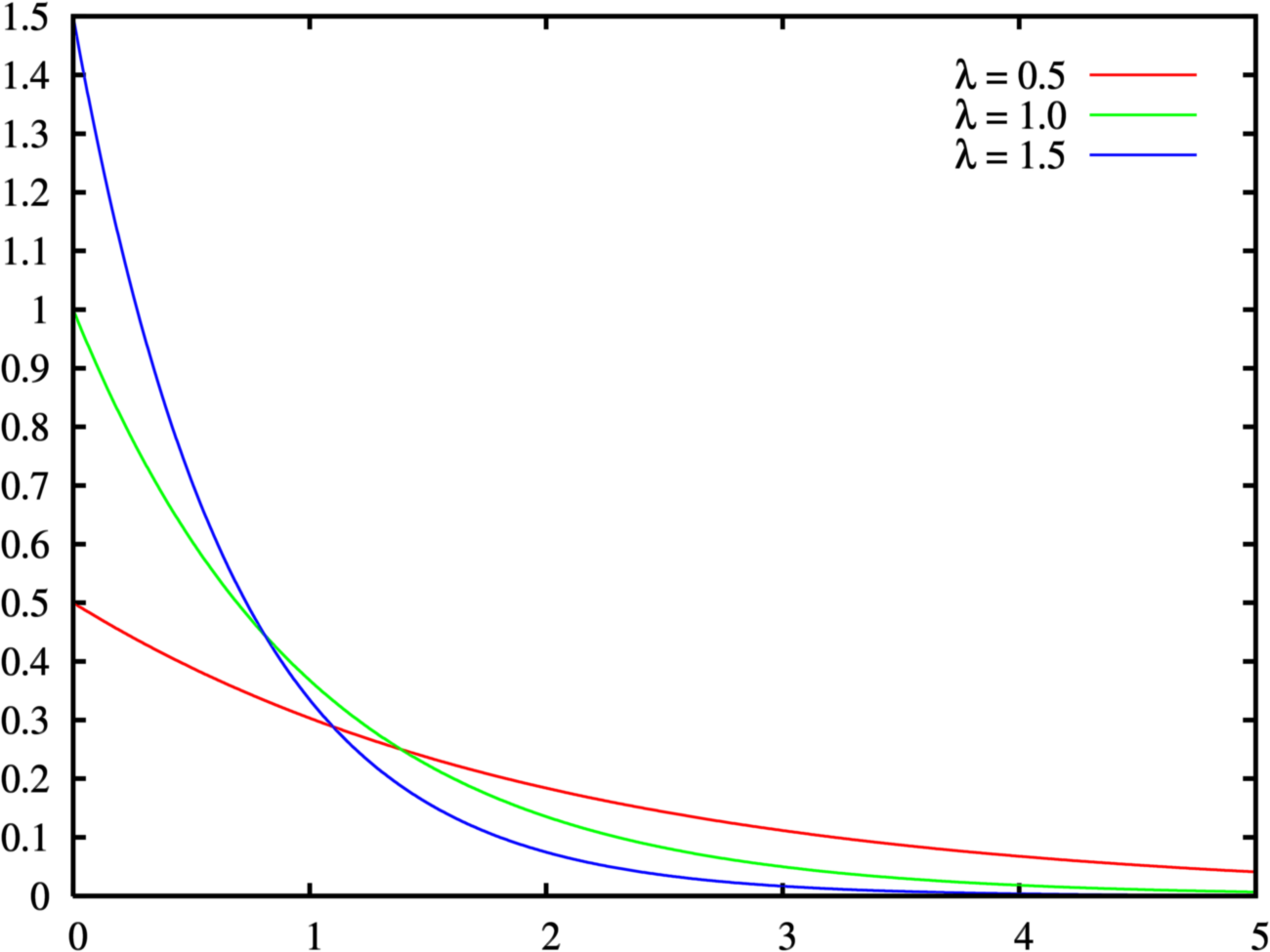
دوال كثافة الإخفاق الأسية

مُعدَّل الإخفاق (بالإنجليزية: Failure Rate) هو تردد الإخفاق الذي يصيب نظاما هندسيا أو مكونا ما، ويتم التعبير عنه على سبيل المثال كحالات الإخفاق في الساعة. ويرمز إليه في كثير من الأحيان ب λ اليونانية (لامدا) وهو قيمة مهمة في هندسة الوثوقية.